# Schwarzkehl-Lappenschnäpper

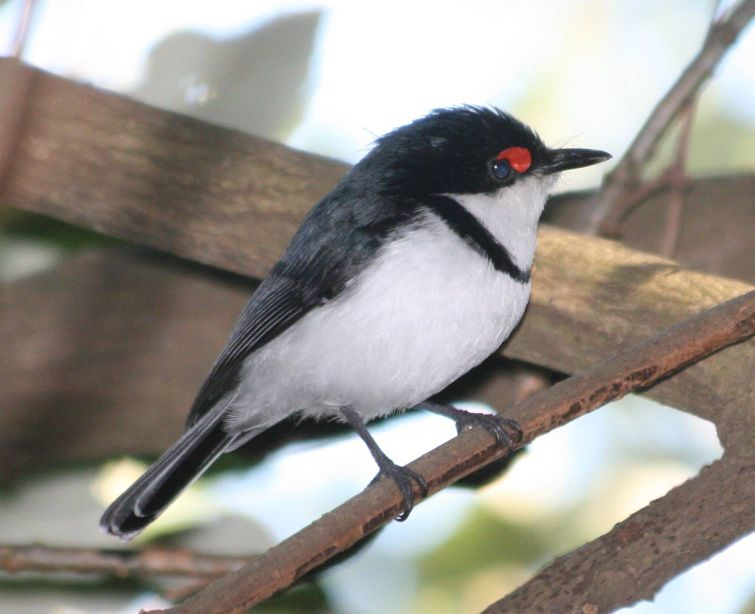
Schwarzkehl-Lappenschnäpper, Männchen

Der Schwarzkehl-Lappenschnäpper (Platysteira peltata) ist ein Vogel aus der Familie der Afrikaschnäpper (Platysteiridae).
Die Art wurde oft als konspezifisch mit dem Bandlappenschnäpper (Platysteira laticincta) angesehen.
Die Art kommt in Angola, Burundi, in der Demokratischen Republik Kongo, in Eswatini, Kenia, Malawi, Mosambik, Sambia, Simbabwe, Somalia, Südafrika, Tansania und Uganda vor.
Das Verbreitungsgebiet umfasst dichte immergrüne tropische oder subtropische Vegetation in Galeriewald, Bergwald, Mangroven oder Gärten bis 3000 m Höhe in Ostafrika.
Die Art ist überwiegend ein Standvogel. Im Süden des Lebensraumes kann es zu Höhenwanderungen kommen.
Das Artepitheton kommt von altgriechisch πέλτη peltē, deutsch ‚Schild‘.

## Aussehen
Die Art ist etwa 13 cm groß und wiegt zwischen 10 und 19 g. Dieser Schnäpper ist schwarz-weiß mit dickem scharlachrotem Überaugenlappen, der bis vor das Auge reicht. Das Männchen ist auf der Oberseite glänzend bläulich-schwarz, am Nacken können einzelne weiße Federn auftauchen, der Schwanz ist glänzend schwarz, das schmale Brustband ist glänzend bläulich-schwarz. Die Flügel tragen keine weißen Binden. Die Unterseite ist weiß, an den Flanken grau. Die Iris ist braun, der Schnabel schwarz, die Beine sind schwärzlich-grau. Das Weibchen ist an Kehle und oberer Brust glänzend bläulich-schwarz, nur das Kinn ist weiß. Jungvögel haben einen dunkelbraunen Kopf mit bräunlichen Flecken, die Oberseite ist dunkelgrau bis braun, der Augenlappen fehlt noch, die Kehle ist gefleckt braun.
Die Art ähnelt dem Bindenlappenschnäpper (Platysteira cyanea), hat aber kein Weiß im Flügel.

## Stimme
Der regional ziemlich unterschiedliche Ruf des Männchens wird als raspelnd ohne klare Pfeiftöne beschrieben als trockenes "wichee-wichee-wichee", auch als "ptec ptec ptec" im Fluge, der Alarmruf als harsches "chit chit chit".

## Geografische Variation
Es werden folgende Unterarten anerkannt:
- P. p. cryptoleuca Oberholser, 1905, – Somalia bis Nordmosambik, dunkler und mehr glänzend grünlich am Rumpf
- P. p. mentalis Bocage, 1878, – Angola bis Westkenia, Tansania und Malawi, dunkler, mehr glänzend blauschwarz
- P. p. peltata Sundevall, 1850, Nominatform, – Sambia bis Mosambik und Osten Südafrikas

## Lebensweise
Die Nahrung besteht aus Gliederfüßern, hauptsächlich Insekten, die in unteren und mittleren Waldetagen gesucht werden, gern in Wassernähe und im Unterholz.

## Fortpflanzung
Die Brutzeit liegt zwischen September und Okt in Angola, zwischen März und Juli, sowie September und Dezember in Kenia, auch im Januar in Tansania, zwischen September und Jan in Südafrika. Die Art ist monogam und ortsständig. Das Nest ist eine kleine Schale aus pflanzlichem Material, durch Spinnenweben zusammengehalten, bis 9 m über dem Erdboden in einer Astgabel oder an äußeren Ästen hängend. Das Gelege besteht aus 1 – 3 grau-grünen oder cremefarbenen Eiern mit rotbraunen Flecken, auch violett und grau. Die Bebrütung dauert 16–18 Tage. Beide Elternvögel füttern. Die Art wird durch Honiganzeiger (Indicatoridae) der Gattung Prodotiscus und durch den Klaaskuckuck (Chrysococcyx klaas) parasitiert.

## Gefährdungssituation
Der Bestand gilt als nicht gefährdet (Least Concern).